# Відач
Відач (пол. Widacz) — село в Польщі, у гміні Фриштак Стрижівського повіту Підкарпатського воєводства.
Населення — 244 особи (2011).

## Етнографія
Лінгвісти зараховували українців даної місцевості до «замішанців» — проміжної групи між лемками і надсянцями.

## Історія
Українці-грекокатолики села поступово зазнавали процесів латинізації та подальшої полонізації. Вони належали до парафії Ріпник Короснянського деканату.
Після Другої світової війни село опинилось на теренах ПНР.
У 1975-1998 роках село належало до Ряшівського воєводства.

## Демографія
Демографічна структура станом на 31 березня 2011 року:
|          | Загалом | Допрацездатний вік | Працездатний вік | Постпрацездатний вік |
| -------- | ------- | ------------------ | ---------------- | -------------------- |
| Чоловіки | 121     | 29                 | 78               | 14                   |
| Жінки    | 123     | 31                 | 57               | 35                   |
| Разом    | 244     | 60                 | 135              | 49                   |